# حدث الأكسدة الكبير

تراكم الأكسجين في الغلاف الجوي للأرض. تمثل الخطوط الحمراء والخضراء نطاق تقديرات الأكسجين بينما يقاس الوقت بمليارات السنين (Ga).
- المرحلة الأولى (3.85–2.45 م.س مضت): عمليا لا يوجد أكسجين في الجو. كما أن المحيطات تخلو بشكل كبير من الأكسجين باستثناء المحيطات الضحلة تقريبا.
- المرحلة الثانية (2.45–1.85 م.س مضت): ينتج الأكسجين ويرتفع إلى 0.02 و 0.04 جو لكن تمتصه المحيطات وصخور قاع البحر.
- المرحلة الثالثة (1.85–0.85 م.س مضت): تتشبع المحيطات بالأكسجين، ينطلق للغلاف الجوي بكميات كبيرة، وتؤدي أكسدة سطح الأرض إلى تكوين طبقة الأوزون. ولايوجد تغير في مستوى الأكسجين.
- المراحل 4 (0.85 م.س مضت وحتى الآن): يتراكم الأكسجين في الغلاف الجوي حتى يصل إلى المستوى الحالي.
(ملاحظة: م.س = مليار سنة)

حدث الأكسدة الكبير (بالإنجليزية: Great Oxidation Event أو Great Oxygenation Event)‏، أو الأكسجة العظيمة، هي الفترة الزمنية التي شهد فيها الغلاف الجوي للأرض، والمحيط الضحل، ارتفاعًا في الأكسجين للمرة الأولى منذ 2.4 إلى 2 مليار سنة خلال حقبة الطلائع القديمة. تقترح الأدلة الجيولوجية، وأدلة النظائر المشعة، والأدلة الكيميائية أن الأكسجين الجزيئي المُصنع حيويًا (ثنائي الأكسجين O2) بدأ في التراكم بالغلاف الجوي للأرض مُغيرًا إياه من غلاف جوي مُختزِل ضعيف إلى غلاف جوي مؤكسِد، ما أدى إلى انقراض العديد من الأنواع على سطح الأرض. سببت البكتيريا الزرقاء المُنتجة للأكسجين هذا الحدث، ما سمح بتطور أشكال الحياة متعددة الخلايا بعد ذلك.

## الغلاف الجوي المبكر
يعتبر تركيب الغلاف الجوي في الفترات الأولى المبكرة للأرض غير معروف بشكل مؤكد حتى الآن. ومع ذلك، كانت كتلة الغلاف الجوي الأساسية تتكون من ثنائي النيتروجين N2، وثاني أكسيد الكربون CO2، وهي أيضًا الغازات السائدة الحاملة لعنصري الكربون والنيتروجين الناتجين عن النشاط البركاني في يومنا هذا. وتعتبر هذه الغازات خاملةً نسبيًا. كانت الشمس تشرق بنحو 70% فقط من سطوعها الحالي منذ 4 مليارات عام، ولكن توجد أدلة قوية على وجود الماء السائل على الأرض في ذلك الوقت. تُعرف حالة الأرض الدافئة، بالرغم من حالة الشمس الخافتة، بمعضلة الشمس الصغيرة الخافتة. وكان هذا بسبب زيادة مستويات ثاني أكسيد الكربون بشكل كبير في ذلك الوقت؛ لكي يوفر مقدارًا كافيًا من تأثير البيت الزجاجي ليرفع من حرارة الأرض، أو بسبب الغازات الدفيئة الأخرى. وعلى الأرجح، كان هذا الغاز هو الميثان CH4، وهو أحد الغازات الدفيئة القوية الناتجة بفعل الأشكال الأولى للحياة، والتي كانت تُعرف بمولدات الميثان. وما زال العلماء مستمرين في البحث حول سبب ارتفاع حرارة الأرض قبل نشأة الحياة.
كان الغلاف الجوي المكون من N2، مع كميات ضئيلة من بخار الماء H2O، وCH4، وأول أكسيد الكربون CO، والهيدروجين H2، يوصَف بالغلاف الجوي المختزل الضعيف. وافتقر هذا الغلاف الجوي لوجود الأكسجين عمليًا. ولكن يحتوي الغلاف الجوي الحديث على كميات وفيرة من الأكسجين، ما يجعله غلافًا جويًا مؤكسدًا. تُنسب الزيادة في مستويات الأكسجين بالغلاف الجوي إلى عملية البناء الضوئي للبكتيريا الزرقاء، والتي يُعتقد تطورها منذ 3.5 مليار عام.
بدأ التفسير العلمي الحالي لوقت وكيفية تغير الغلاف الجوي للأرض، من كونه غلافًا جويًا مختزلًا ضعيفًا إلى غلاف جوي مؤكسد قوي، مع جهود الجيولوجي الأمريكي برستون كلاود خلال سبعينيات القرن العشرين. لاحظ كلاود أن الرواسب الفتاتية، والتي يتخطى عمرها 2 مليار عام، كانت تحتوي على حبيبات البيريت، واليورانينيت، والسيدريت، وجميع المعادن المحتوية على أشكال مختزَلة من الحديد أو اليورانيوم، والتي لا توجد في الرواسب الأحدث لأنها تتأكسد بسرعة في الغلاف الجوي المؤكسد. لاحظ كلاود أيضًا أن الطبقات الحمر القارية، والتي تأخذ لونها من معدن الهيماتيت المؤكسَد (الحديديك)، بدأت في الظهور بالسجل الجيولوجي لهذه الفترة. ويختفي تكوين الحديد الحزامي بشكل كبير من السجل الجيولوجي للفترة منذ 1.85 مليار عام، بعد أن وصل لذروته منذ 2.5 مليار عام. يمكن أن يتشكل تكوين الحديد الحزامي فقط عند انتقال كميات وفيرة من الحديدوز المذاب إلى الأحواض الترسيبية، ليعترض المحيط المؤكسِج هذه العملية عبر أكسدة الحديدوز لتشكيل مركبات الحديديك غير القابلة للذوبان. وبالتالي، تُعرف نهاية ترسيب تكوين الحديد الحزامي منذ 1.85 مليار عام بأنها عملية تأكسج للمحيط العميق. وضح الجيولوجي الأمريكي، هينيريتش هولاند، أيضًا هذه الأفكار خلال ثمانينيات القرن العشرين، وحدد أن الفترة الزمنية الرئيسية للتأكسج كانت منذ 2.2 إلى 1.9 مليار عام، واستمرت هذه الأفكار في تشكيل التفسير العلمي الحالي لهذا الموضوع. 

## الأدلة الجيولوجية
تتوفر الأدلة على حدث الأكسدة الكبير من خلال مجموعة متنوعة من الدلالات الصخرية والجيوكيميائية.  

### المؤشرات القارية
تعتبر التربة الأحفورية، والحبيبات الفتاتية، والطبقات الحمر أدلةً على انخفاض مستوى الأكسجين. يتخطى عمر التربة الأحفورية 2.4 مليار عام، وتحتوي على تركيزات منخفضة من الحديد، ما يقترح تعرضها لجو عديم الأكسجين. توجد الحبيبات الفتاتية في الرواسب ذات العمر الذي يتخطى 2.4 مليار عام، وتحتوي على معادن تكون في حالة مستقرة فقط عند الظروف منخفضة الأكسجين. تعتبر الطبقات الحمر أحجارًا رمليةً ذات لون أحمر مغطاةً بالهيماتيت، ما يشير إلى عدم وجودة كمية كافية من الأكسجين لأكسدة هذا الحديد إلى حالة الحديديك.

### انتواع الحديد
غالبًا ما يعتبر الطَفَل الصفحي الأسود، والغني بالمواد العضوية، ضمن دلالات الظروف عديمة الأكسجين. ومع ذلك، لا يعتبر ترسيب المواد العضوية بكميات كبيرة مؤشرًا أكيدًا على ظروف انعدام الأكسجين، ولم تكن الكائنات الحية المُنقِبة المدمِرة للتكوينات المصفحة قد تطورت بعد، خلال الإطار الزمني لحدث الأكسدة الكبير. وهكذا، يعتبر الطفل الصفحي الأسود مؤشرًا ضعيفًا بذاته على مستويات الأكسجين. ويجب على العلماء البحث عن أدلة بديلة جيوكيميائية على الظروف عديمة الأكسجين. وتتضمن هذه الظروف الحالات الحديدية عديمة الأكسجين التي يتوفر فيها الحديدوز المذاب بكميات كبيرة، والظروف الأكسينية التي يوجد فيها كبريتيد الهيدروجين في المياه.
تتضمن الأمثلة على هذه المؤشرات للظروف عديمة الأكسجين درجة تحجر البيريت (DOP)، وهي النسبة بين الحديد الموجود في صورة البيريت إلى إجمالي الحديد المتفاعل. يُعرف الحديد المتفاعل بأنه الحديد الموجود في الأكاسيد وأكاسيد الهيدروكسيد، والكربونات، ومعادن الكبريت المختزَل مثل البيريت، على عكس الحديد المرتبط بقوة في معادن السيليكات. تشير درجة تحجر البيريت القريبة من الصفر إلى ظروف مؤكسدة، بينما تشير الدرجة القريبة من 1 إلى ظروف أكسينية. وتعتبر القيم التي تتراوح بين 0.3 إلى 0.5 انتقاليةً، إذ تقترح وجود ظروف عديمة الأكسجين عند القاع الطيني أسفل المحيط المؤكسَج. تشير الدراسات حول البحر الأسود، والذي يعتبر نموذجًا حديثًا لأحواض المحيطات القديمة عديمة الأكسجين، أن درجة تحجر البيريت المرتفعة، وهي النسبة بين الحديد المتفاعل إلى إجمالي الحديد، بالإضافة إلى النسبة المرتفعة بين الحديد إلى الألومنيوم ضمن المؤشرات على انتقال الحديد إلى بيئة أكسينية. يمكن تمييز الظروف الحديدية عديمة الأكسجين من الظروف الأكسينية عندما تكون درجة تحجر البيريت أقل من 0.7 تقريبًا.
تقترح الأدلة المتاحة حاليًا أن المحيط العميق ظل محيطًا حديديًا عديم الأكسجين حتى ما قبل 580 مليون عام فقط، أي بعد حدث الأكسدة الكبير بفترة طويلة، ما يعني أنه ظل قريبًا من الحالة الأكسينية خلال أغلب أوقات هذه الفترة الزمنية. توقف ترسيب تكوين الحديد الحزامي عندما بدأت الظروف الأكسينية المحلية على المنصات والرفوف القارية بترسيب الحديد من المياه الحديدية المتصاعدة في صورة البيريت.